# 沃罗诺克农村居民点
沃罗诺克农村居民点（俄语：Воронокское сельское поселение）是俄罗斯联邦布良斯克州斯塔罗杜布区所属的一个农村居民点。其下辖有9个居民点，行政中心为沃罗诺克。据2015年统计，该农村居民点的人口为3127人。